# Ciren, Vrața
Ciren (în bulgară Чирен) este un sat în comuna Vrața, regiunea Vrața,  Bulgaria. 

## Demografie
Componența etnică a satului Ciren
     Bulgari (95,82%)
     Nicio identificare (3,36%)
     Altele (0,8%)
La recensământul din 2011, populația satului Ciren era de 742 locuitori. Din punct de vedere etnic, majoritatea locuitorilor (95,82%) erau bulgari. Pentru 3,36% din locuitori nu este cunoscută apartenența etnică.